# Kwak Ok-čchol
Kwak Ok-čchol (korejsky 곽 옥철, anglickým přepisem Kwak Ok-chol; * 6. února 1973) je bývalý severokorejský zápasník – judista.

## Sportovní kariéra
Na mezinárodní scéně se začal objevovat po olympijských hrách v Atlantě a do roku 2000 patřil k nejlepším polostředním vahám. Na olympijských hrách v Sydney však neuspěl, když ve čtvrtfinále nestačil na obhájce titulu Djamela Bourase z Francie a obsadil 7. místo.

### Výsledky
| Turnaj            | 1997             | 1998             | 1999             | 2000             | 2001             |
| Turnaj            | 24               | 25               | 26               | 27               | 28               |
| Turnaj            | polostřední váha | polostřední váha | polostřední váha | polostřední váha | polostřední váha |
| ----------------- | ---------------- | ---------------- | ---------------- | ---------------- | ---------------- |
| Olympijské hry    |                  |                  |                  | 7.               |                  |
| Mistrovství světa | 3.               |                  | 3.               |                  | úč.              |
| Asijské hry       |                  | 2.               |                  |                  |                  |
| Mistrovství Asie  | 3.               |                  | 1.               | —                | —                |